# Bruno Gimpel

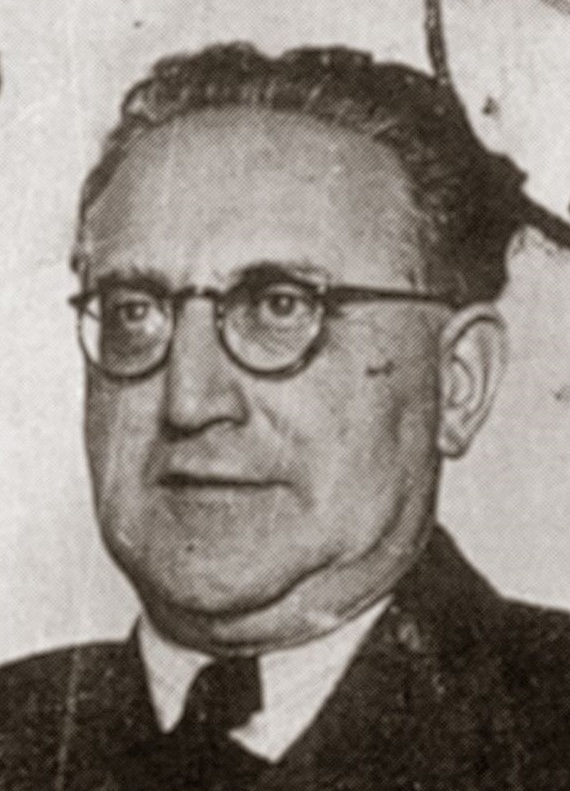
Fotoporträt um 1930

Bruno Gimpel (* 14. Januar 1886 in Rostock; † 28. April 1943 in Niederpoyritz) war ein expressionistischer deutscher Maler und Grafiker.

## Leben und Wirken
Gimpel entstammte einer Rostocker Kaufmannsfamilie. Seine Eltern waren Julius Gimpel (1850–1889) und Anna Gimpel, geb. Elkan (1859–1930). Seine Schwester Hella Gimpel (1883–1933) war mit Rudolf Goldschmidt verheiratet. Mit 19 Jahren begann er 1905 eine Lehre als Dekorationsmaler. Parallel dazu besuchte er bis 1908 die Kunstgewerbeschule Düsseldorf. Dort wurde er Schüler des Grafikers Fritz Helmuth Ehmcke und des Architekten Peter Behrens.

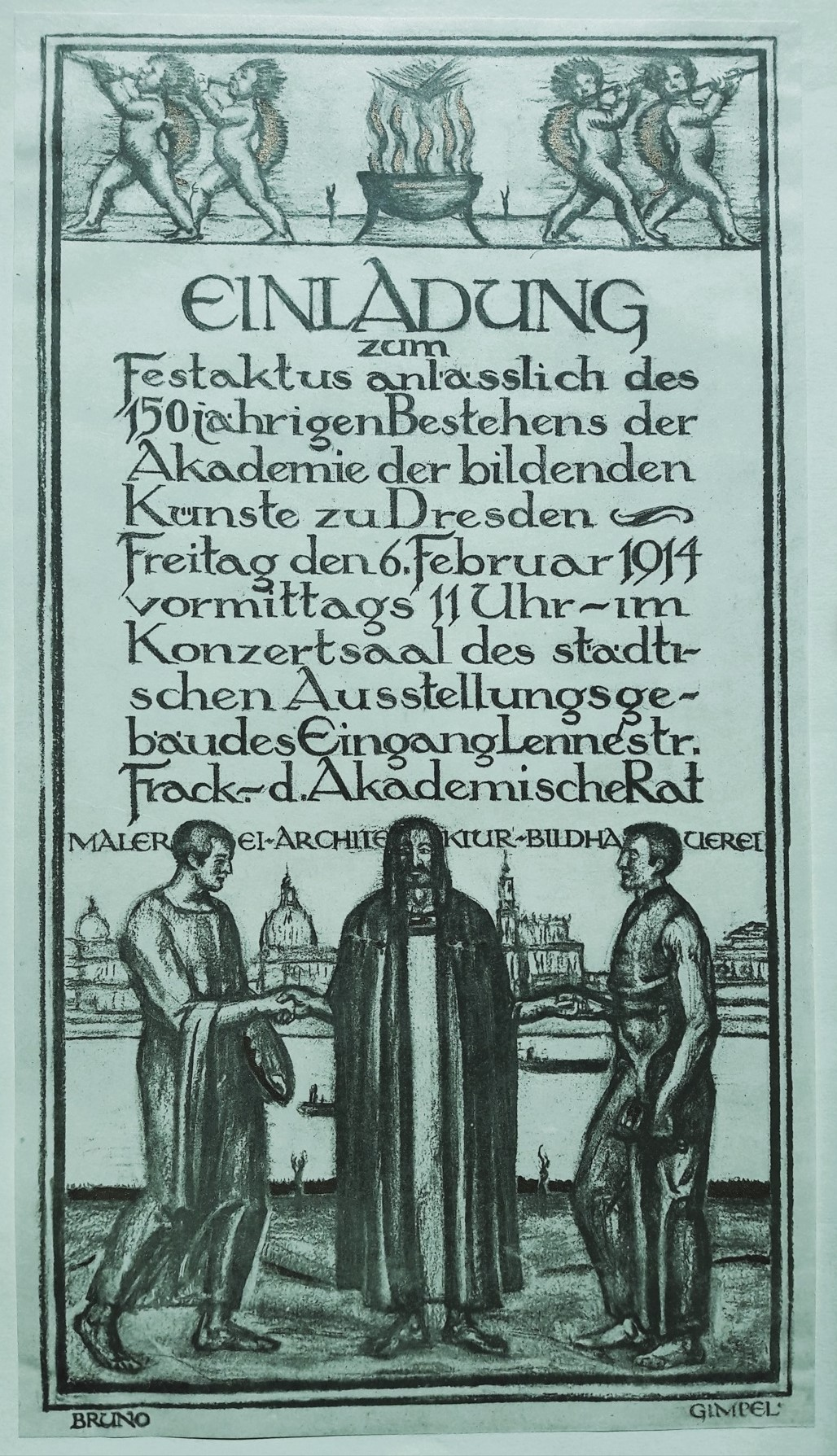
Einladung zum Festakt 150 Jahre Kunstakademie Dresden (1914)
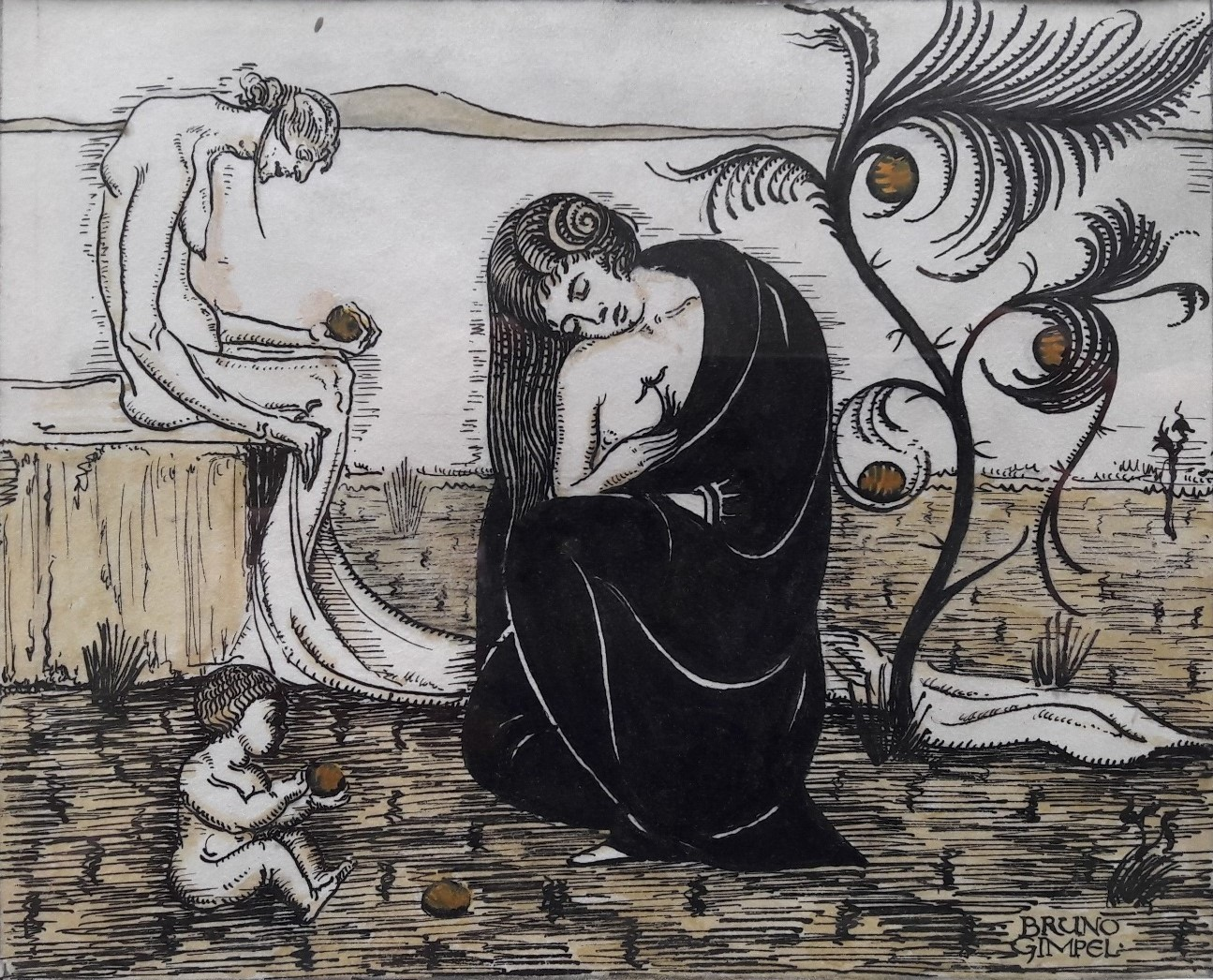
Lebensphasen (1914)
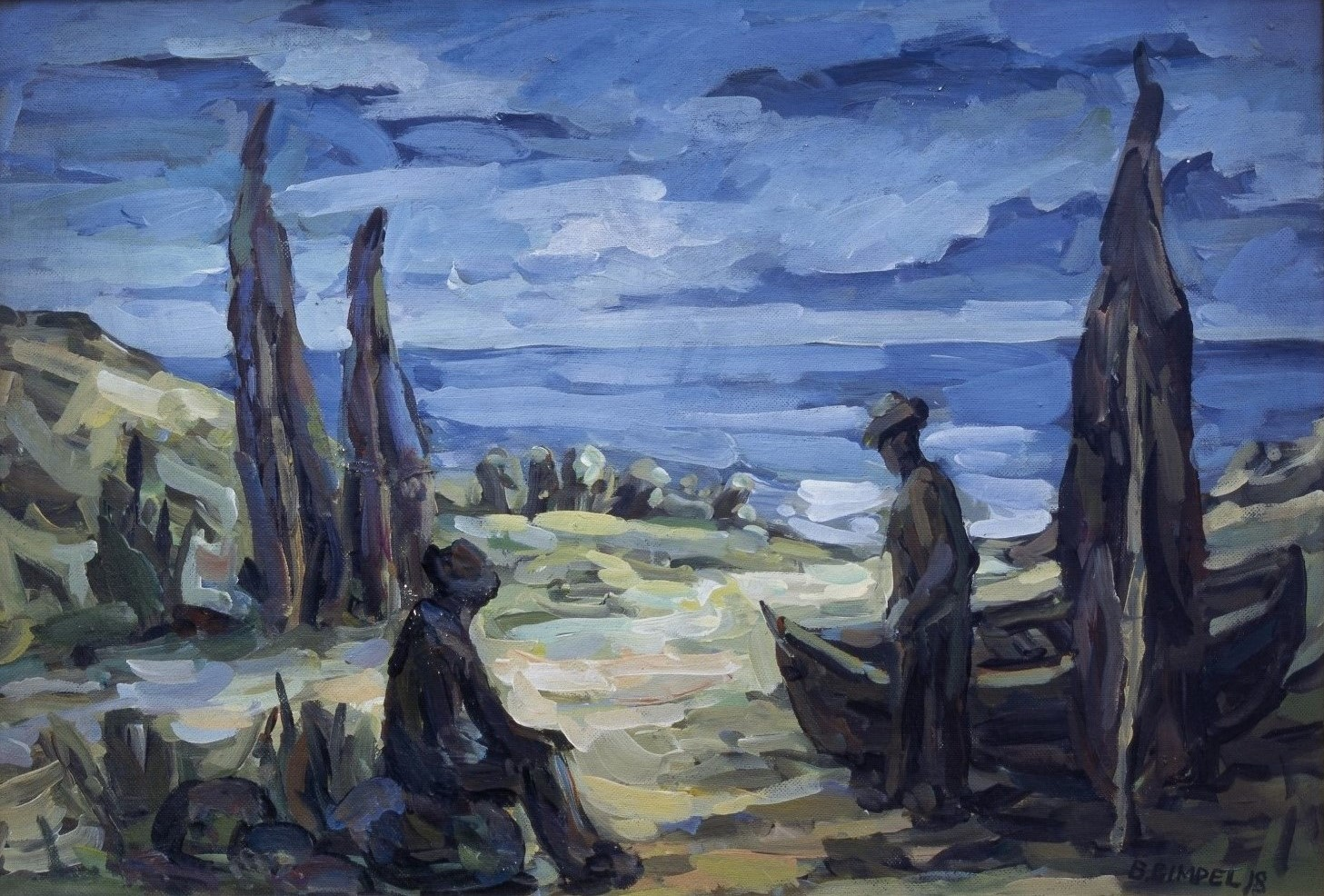
Fischer am Strand (1918), Kunstmuseum Ahrenshoop
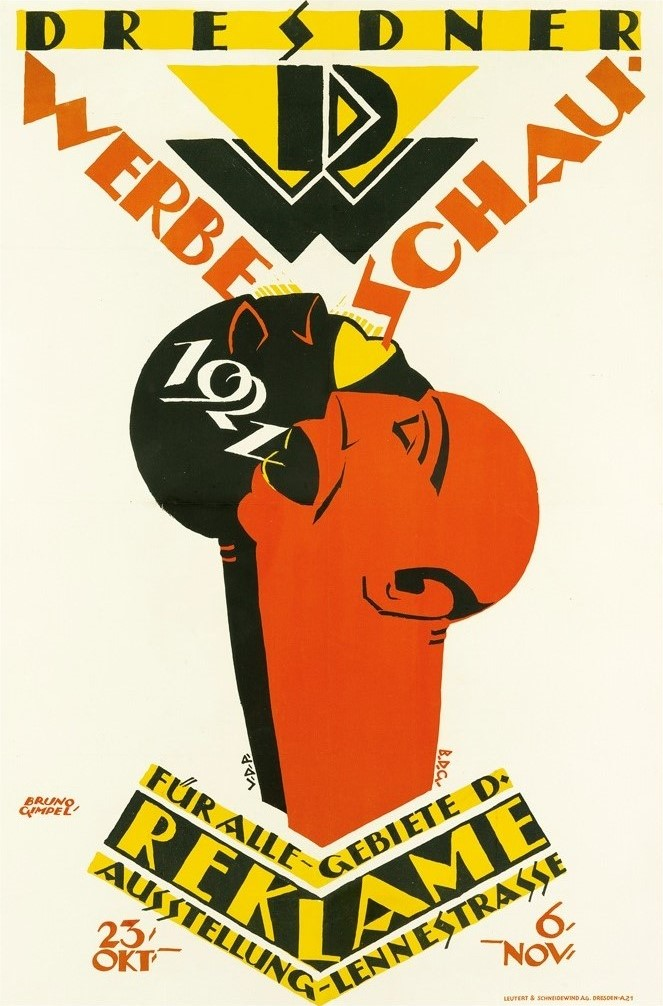
Dresdner Werbeschau (1921)
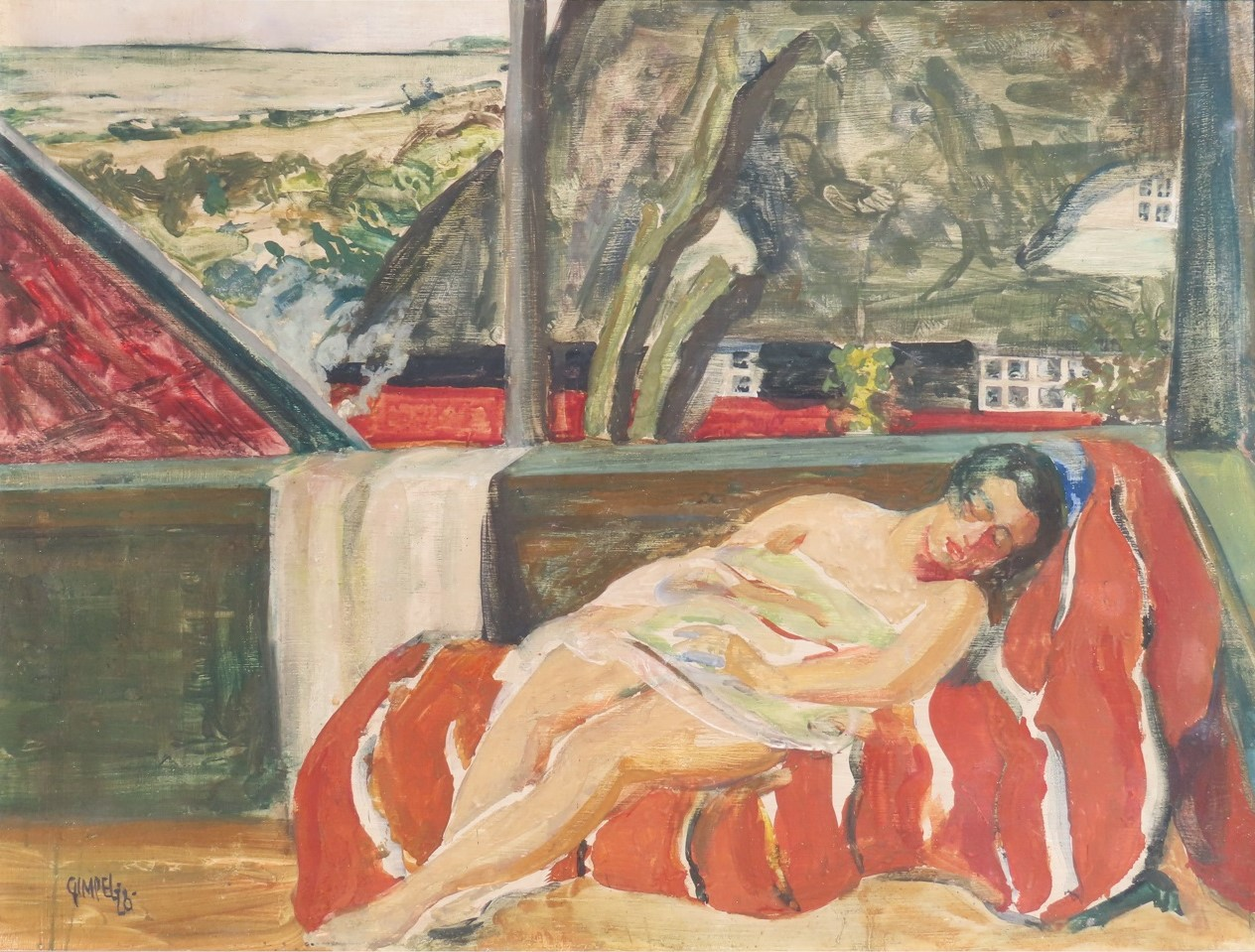
Halbakt auf dem Balkon Ahrenshoop (1928), Max-Samuel-Haus Rostock

Ab 1911 besuchte er die Kunstakademie Dresden und wurde dort Schüler des Malers Otto Gussmann. Im Ersten Weltkrieg meldete sich Gimpel freiwillig als Lazaretthelfer. Nach dem Krieg ließ er sich in Dresden als freischaffender Künstler nieder und leitete in den 1920er Jahren die Dresdner Ortsgruppe im Bund der Deutschen Gebrauchsgraphiker, der u. a. Arno Drescher, später Direktor an der Akademie der Bildenden Künste Leipzig, Kurt Fiedler, Paul Sinkwitz und der bekannte Typograf Heinrich Wieynck (1874–1931) angehörten.
Seiner Heimat blieb er, sowohl durch jährliche Sommeraufenthalte in der Künstlerkolonie Ahrenshoop als auch mit seinen Motiven, treu. Er war 1919 Mitbegründer der Vereinigung Rostocker Künstler und konnte in seiner Heimatstadt regelmäßig ausstellen. Für den Neubau der Rostocker Universitätsklinik und des Lyzeums beteiligte sich Gimpel an der offiziellen Ausschreibung und wurde dann auch mit der Gestaltung von Wand- und Glasbildern beauftragt. Er entwarf auch mehrere Plakate. Gimpel war vom Jugendstil geprägt, näherte sich jedoch zunehmend der Dresdner Sezession an, ohne ihr allerdings beizutreten. 1935 wurde Gimpel durch die Nationalsozialisten aufgrund seiner jüdischen Herkunft und seiner als entartet eingestuften Kunst mit Berufsverbot belegt.

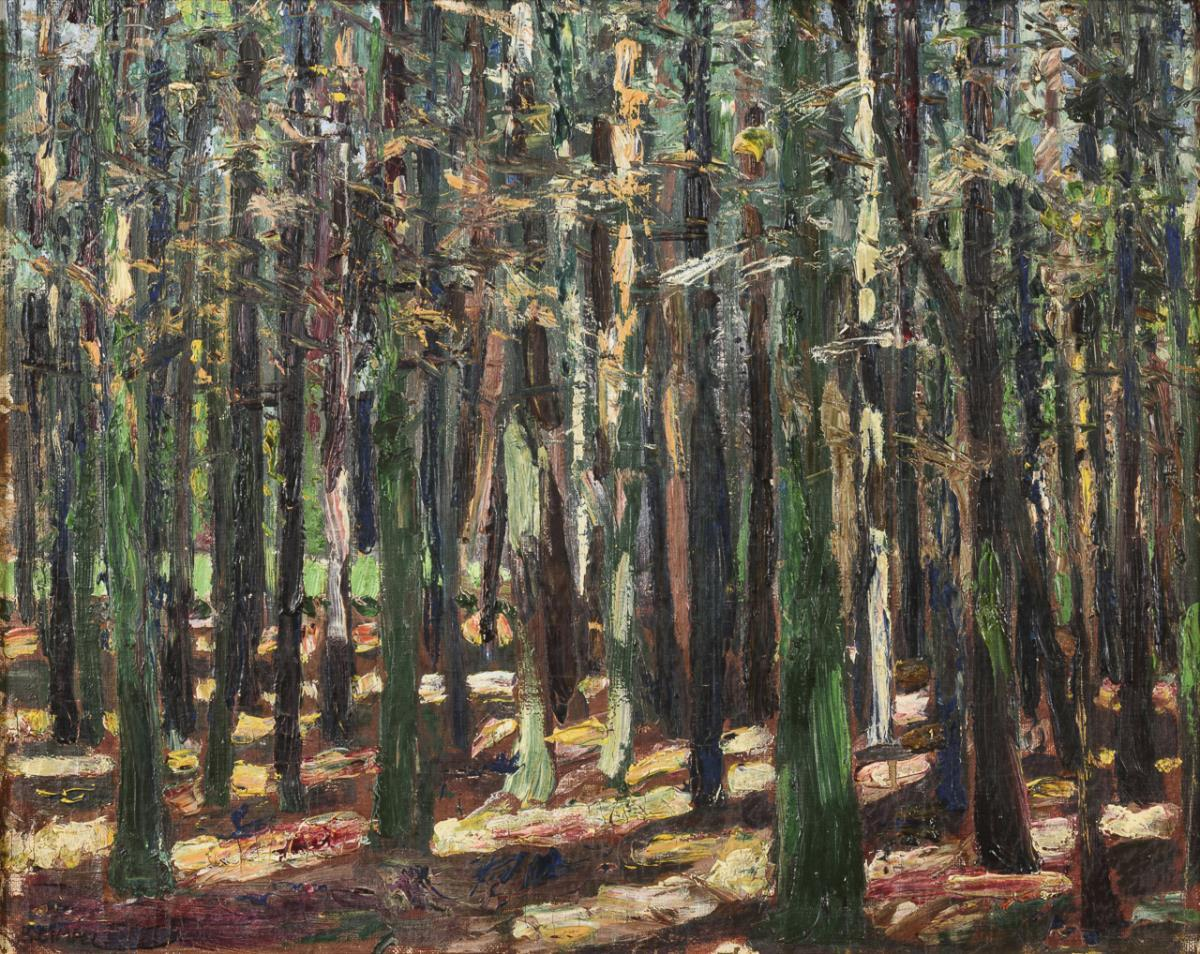
Waldinneres
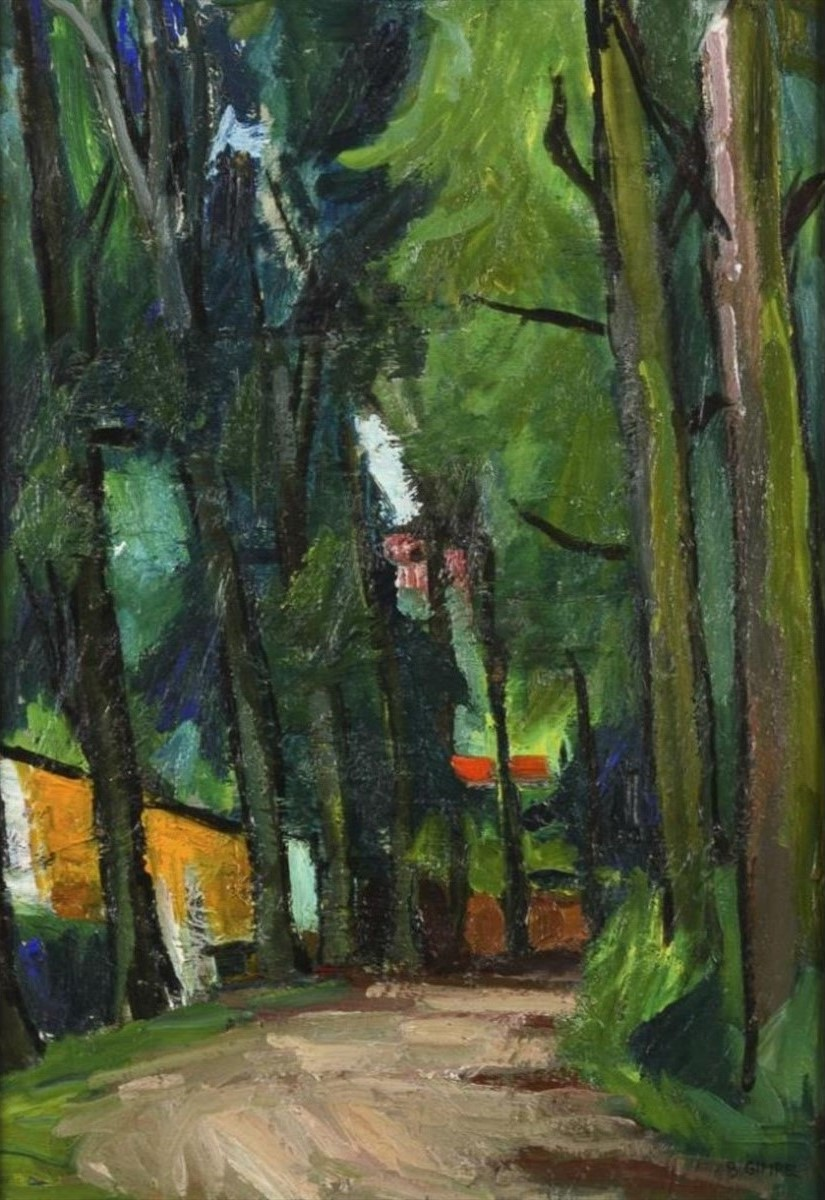
Dorfstraße
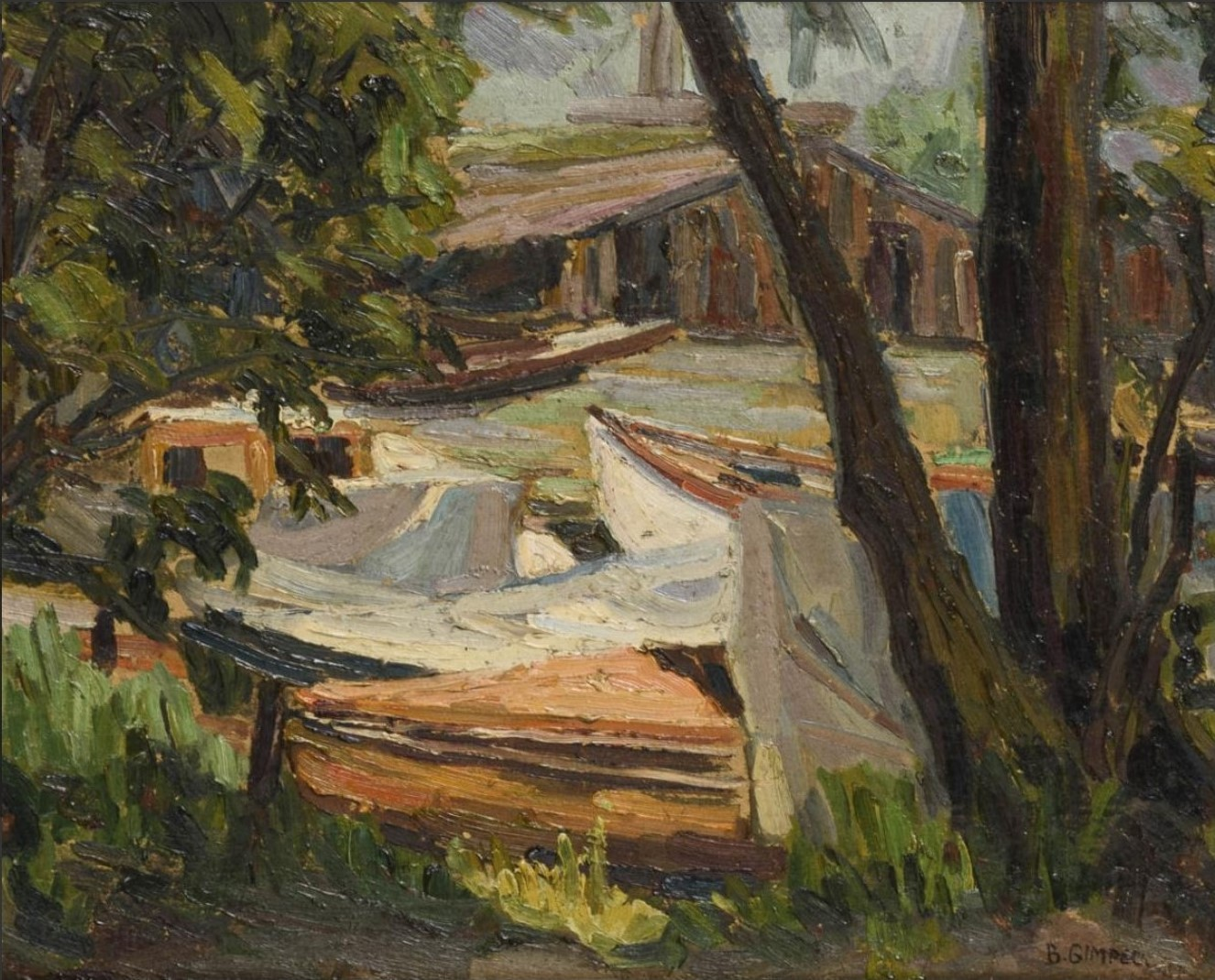
Kleiner Bootshafen
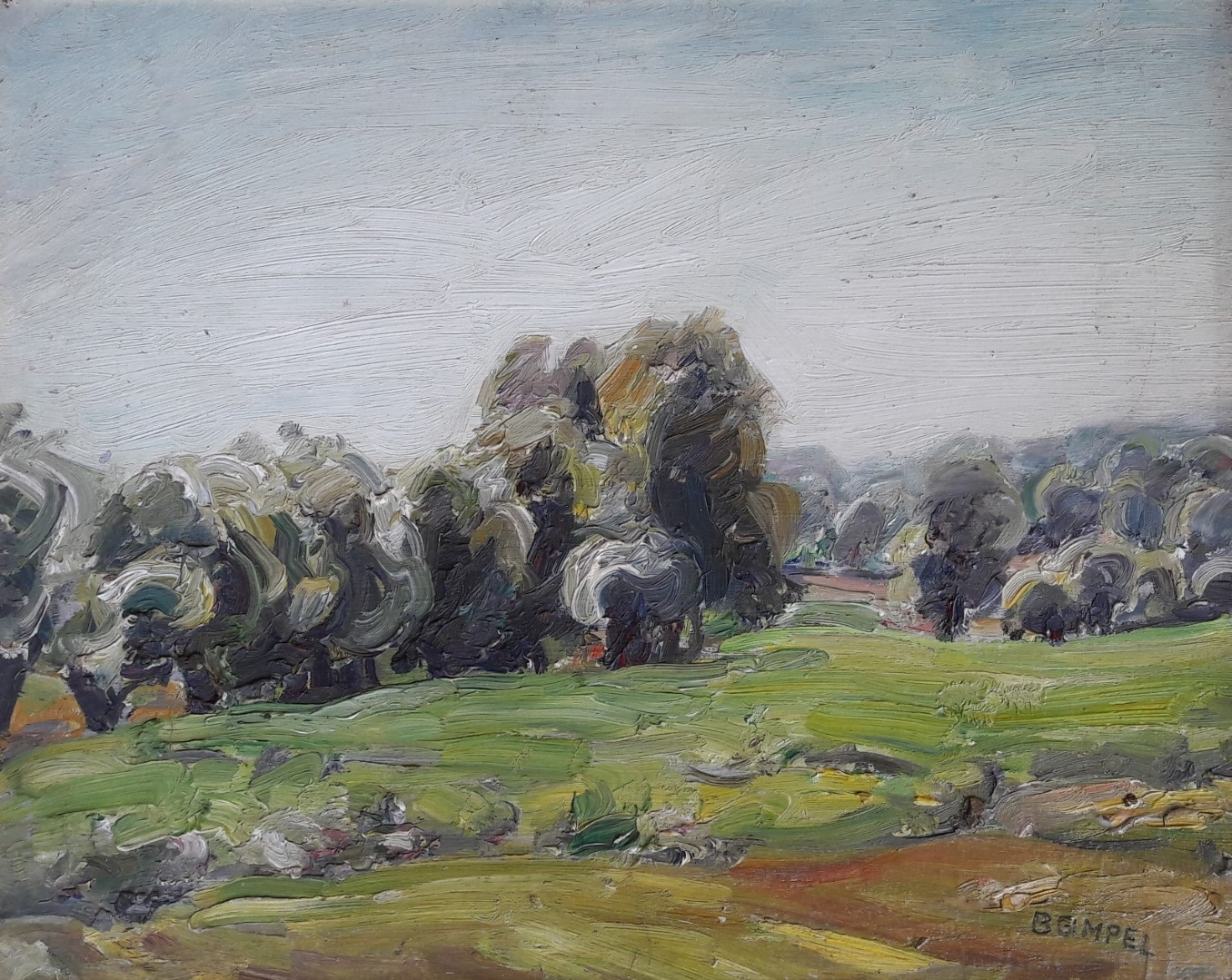
Landschaft
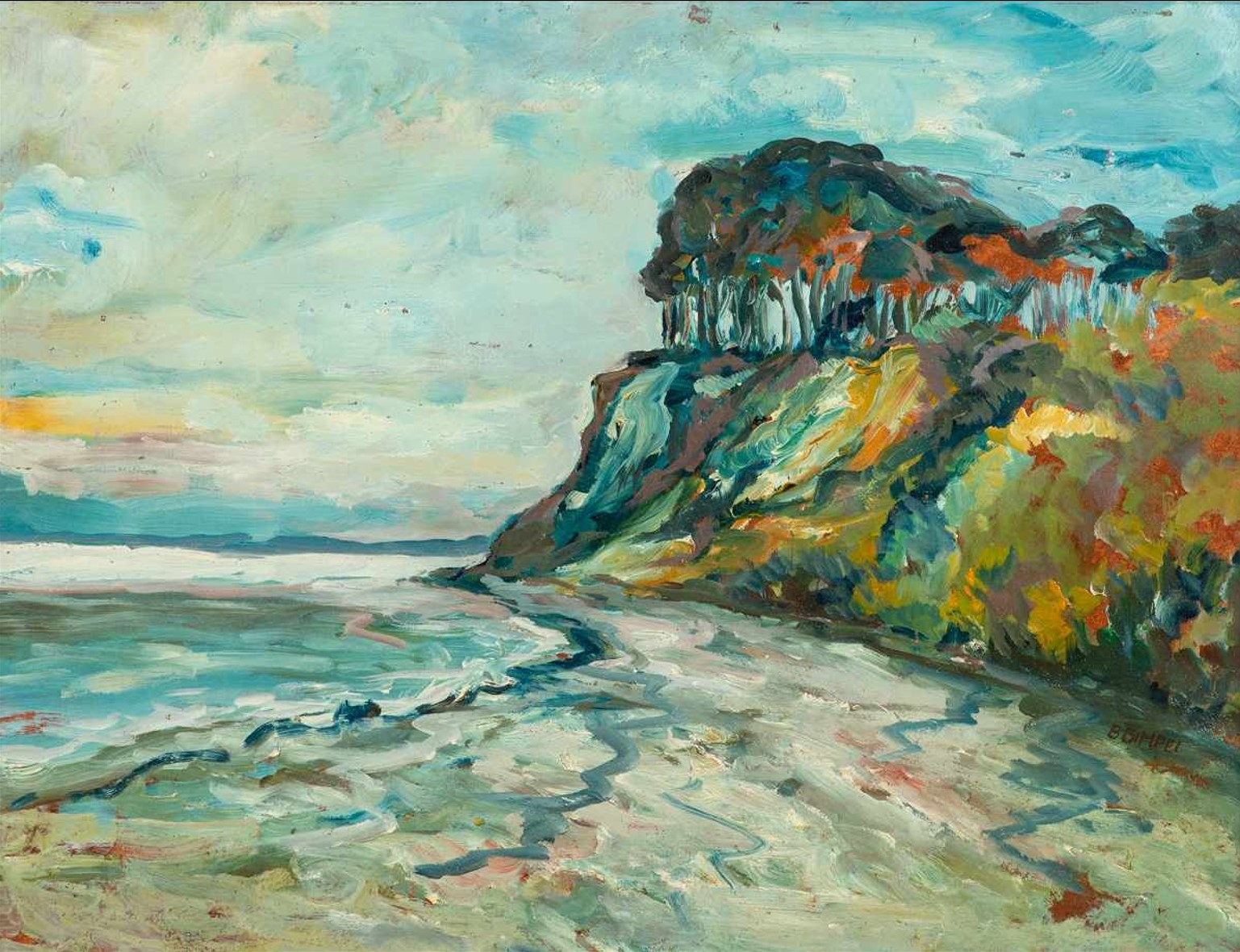
Steilküste

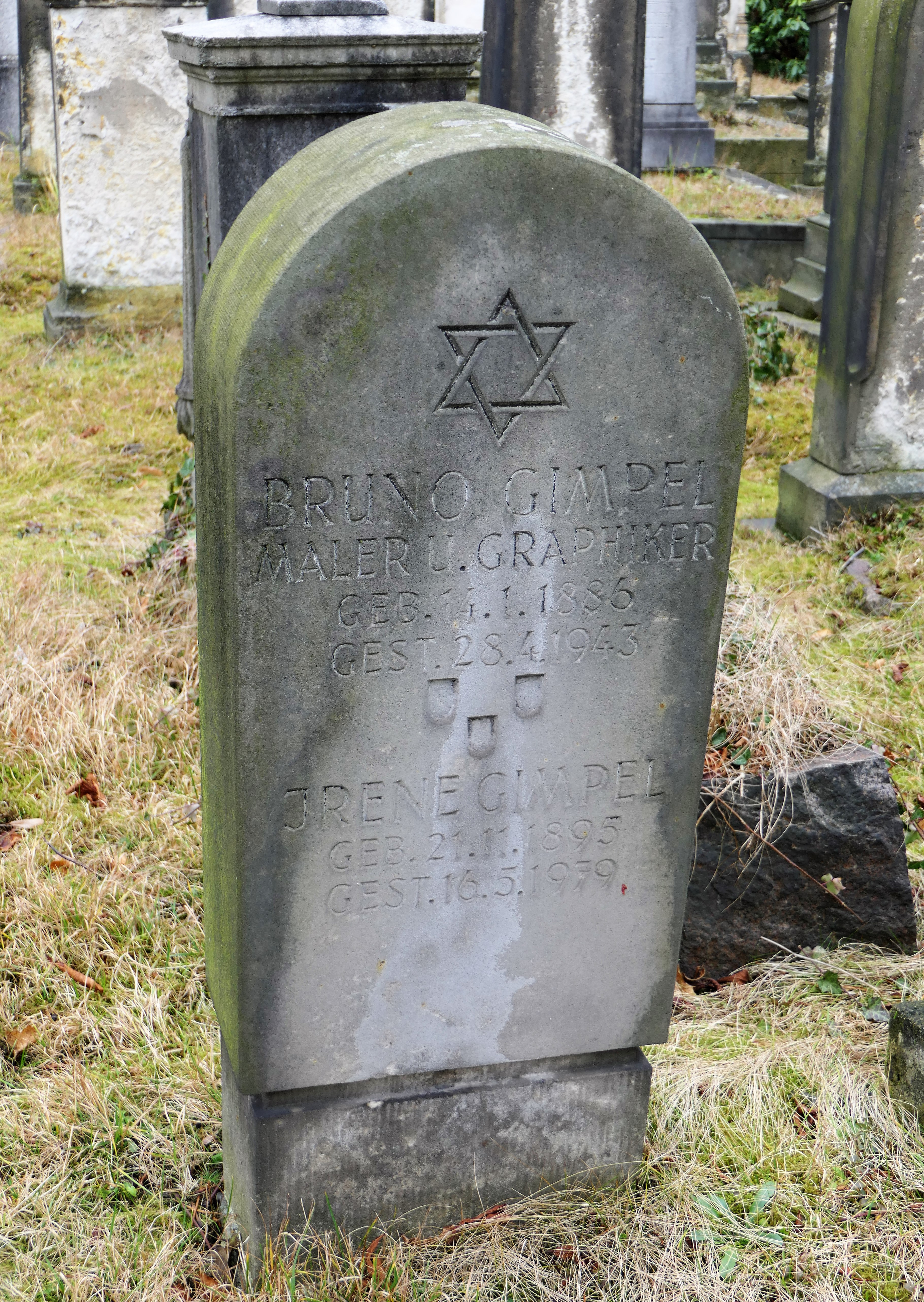
Grab von Bruno Gimpel auf dem Neuen Jüdischen Friedhof in Dresden

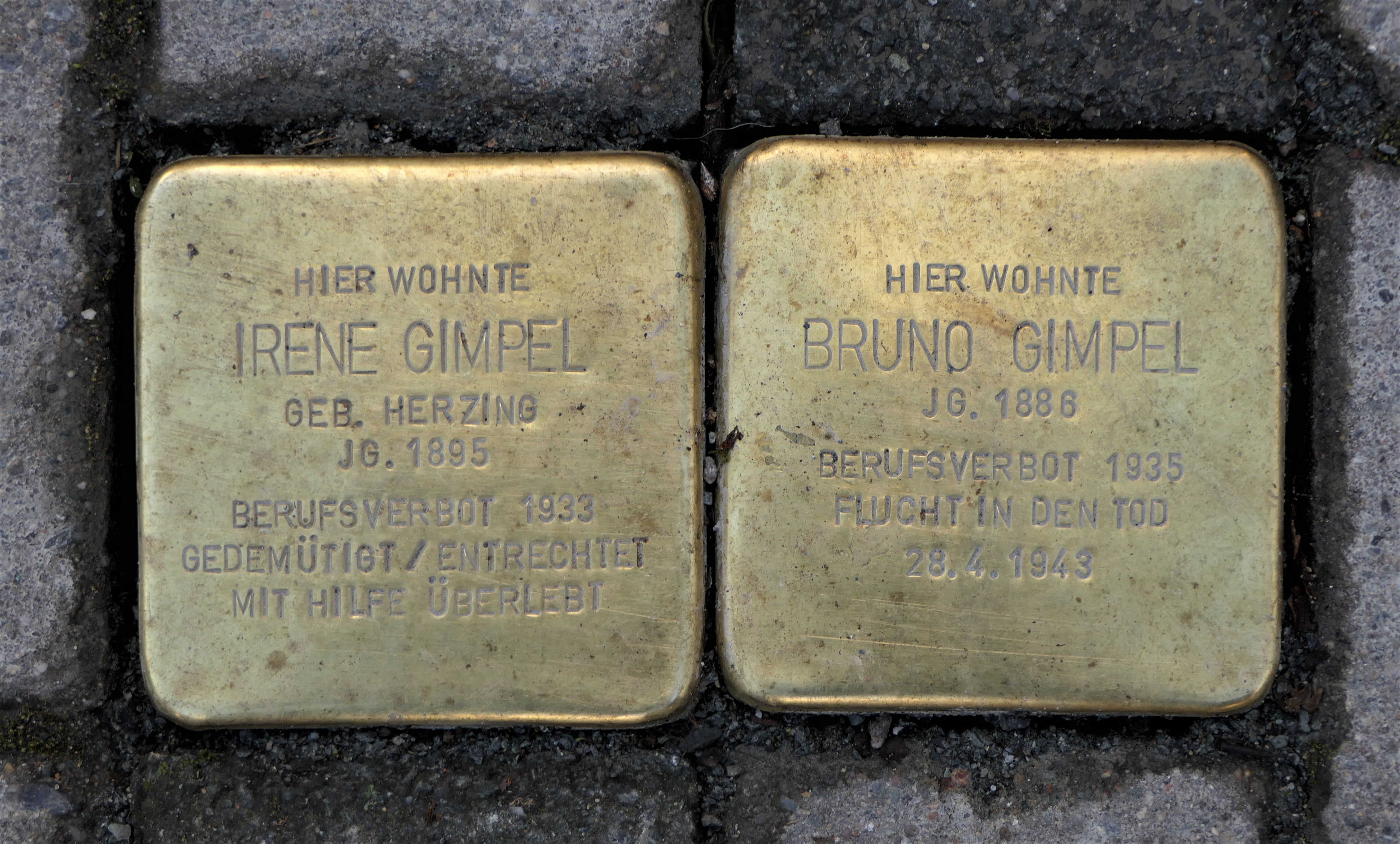
Stolpersteine für Irene und Bruno Gimpel in Dresden

Bruno Gimpel blieb zunächst die Deportation in das KZ erspart, weil sich seine Ehefrau trotz ständiger Schikanen nicht scheiden ließ. Nach wiederholten Verhaftungen und Verhören sowie Jahren der Zwangsarbeit nahm sich Gimpel angesichts der drohenden Deportation in die Vernichtungslager, der Bedrohungen gegen seine Frau, der Ausweisung aus seiner Wohnung und wegen eines sich immer mehr verschlechternden Augenleidens 1943 das Leben. Letzter Auslöser war die vermutliche Ermordung seines Freundes Heinrich Conradi.
Gimpel war mit der Sängerin und Lautenspielerin Irene Gimpel, geb. Herzing (1895–1979), einer Tochter des Dresdner Kunstmalers Andreas Herzing, verheiratet.
Sein Grab befindet sich auf dem Neuen Jüdischen Friedhof in Dresden. Die Erinnerung an Bruno Gimpel wird heute vor allem im Max-Samuel-Haus Rostock aufrechterhalten. 2015 wurde für ihn in Rostock ein Stolperstein angebracht.

## Werke (Auswahl)
- Meine Frau mit Laute (Öl auf Sperrholz, 82,5 × 59 cm, 1930; im Bestand der Dresdener Galerie Neue Meister)[4]
- Selbstbildnis (Aquarell, 1926)[5]
- Stillleben (Tafelbild; 1946 ausgestellt auf der Kunstausstellung Sächsische Künstler)[6]

## Ausstellungen
- 1916: Dresden, Galerie Ernst Arnold („Zweite Ausstellung Dresdner Künstler die im Heeresdienst stehen“)

- 1922 Schwerin, „Mecklenburger Künstler“ Landesmuseum Schwerin (mit fünf Gemälden, einem Aquarell und zwei Zeichnungen vertreten)
- 1946 Dresden, „Kunstausstellung Sächsische Künstler“[6]
- 2006 Rostock, Max-Samuel-Haus Rostock
- 2007 Ahrenshoop, Kunstkaten